# Friedrich Wilhelm Linger

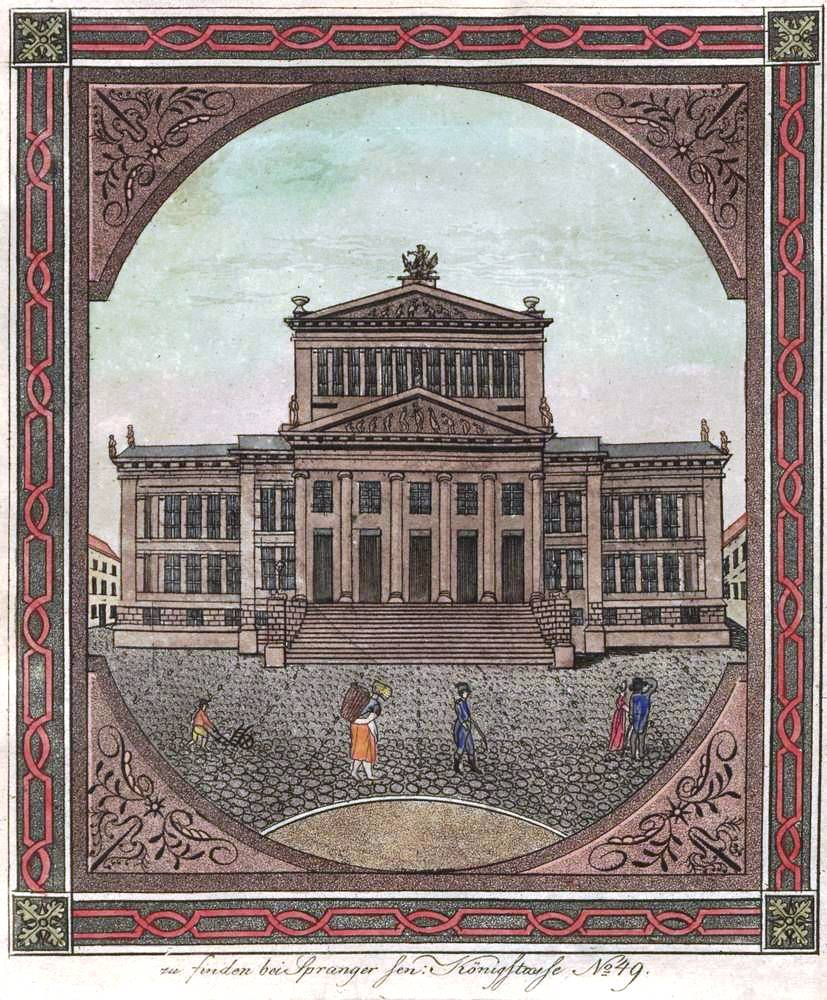
Das neue Schauspielhaus in Berlin, Farbradierung von Friedrich Wilhelm Linger, um 1825

Friedrich Wilhelm Linger (* um 1795 in Berlin; † 15. Mai 1857 ebenda) war ein deutscher Maler, Kupferstecher und Radierer. 

## Leben und Werk
Friedrich Wilhelm Linger war der Sohn des Kupferstechers Johann Heinrich Wilhelm Linger (um 1764–1848). Er studierte ab 1807/1815 an der Akademie der Künste in Berlin. 1815/16 besuchte er die Kupferstecherschule an der Akademie und arbeitete danach als Kupferstecher. Dabei konzentrierte er sich auf anatomische Tierdarstellungen sowie Blätter mit chirurgischen Instrumenten. Derartige Bilder zeigte er auch auf den Ausstellungen der Akademie von 1822 bis 1852. Er schuf auch Blätter mit Berliner Stadtansichten und betätigte sich als See- und Landschaftsmaler. 1840 wurde er als Lehrer an die Akademie berufen und war ab etwa 1850 auch Taxator des Königlichen Stadtgerichts für Gemälde, Kupferstichzeichnungen und Lithografien.